# Nikki Cross
 (juin 2021).
Nicola Glencross (née le 21 avril 1989 à Glasgow) est une catcheuse (lutteuse professionnelle) écossaise. Elle travaille actuellement à la World Wrestling Entertainment, dans la division Raw, sous le nom de Sister Abigail.

## Jeunesse
Glencross s'intéresse au catch à l'âge de 10 ans quand sa sœur lui propose de regarder une émission de catch.
Après le lycée, elle étudie à l'université de Glasgow tout en s'entraînant à l'école de catch de la Scottish Wrestling Alliance. Elle obtient un bachelor of arts en plus d'une habilitation pour être instructeur de fitness et coach personnel[réf. nécessaire].

## Carrière

### Circuit indépendant (2008-2016)
Le 28 octobre 2015 lors de GFW UK Invasion, elle perd contre Mickie James.

#### Total Nonstop Action Wrestling (2014)
En octobre 2014, elle gagne un Fatal 4-Way Match au cours du TNA British Bootcamp 2.

### World Wrestling Entertainment (2016-...)

#### NXT & SAnitY (2016-2019)
Le 12 octobre à NXT, elle fait un heel turn lorsqu'elle intègre Sanity.
Lors de NXT Takeover San Antonio, elle perd un fatal four way match et ne remporte pas le NXT Women's Championship d'Asuka. Lors de NXT Takeover Chicago, elle échoue à remporter le NXT Women's Championship dans un triple threat match incluant Ruby Riot et Asuka au profit de cette dernière.
Le 18 août lors de NXT Takeover Brooklyn III, elle aide Sanity à s'emparer des NXT Tag Team Championship des Authors of Pain.
Le 18 novembre lors de NXT Takeover Wargames, elle perd un Fatal-4 Way match contre Ember Moon qui incluait Peyton Royce et Kairi Sane et ne remporte pas le NXT Womens Championship laissé vacant.
Lors de NXT TakeOver: Chicago II, elle perd contre Shayna Baszler et ne remporte pas le NXT Women's Championship.

#### Draft àRaw, alliance avec Alexa Bliss, Draft àSmackDownet double championne par équipe de la WWE (2019-2020)
Le 15 avril à Raw, lors du Superstar Shake-Up, elle est annoncée être officiellement transférée au show rouge.
Le 19 mai à Money in the Bank, elle participe à son premier Woman's Money in the Bank Ladder match, mais ne remporte pas la mallette, gagnée par Bayley.
Le 14 juillet à Extreme Rules, Alexa Bliss et elle ne remportent pas le titre féminin de SmackDown, battues par leur même adversaire dans un 2-on-1 Handicap match. Le 5 août à Raw, elles deviennent les nouvelles championnes par équipe de la WWE en battant les Kabuki Warriors (Asuka et Kairi Sane), Fire & Desire (Mandy Rose et Sonya Deville) et les IIconics dans un Fatal 4-Way Elimination Tag Team match. Le 11 août lors du pré-show à SummerSlam, elles effectuent un Face Turn et conservent leurs titres en battant les Australiennes. Le 15 septembre à Clash of Champions, elles conservent leurs titres en battant Fire & Desire.
Le 6 octobre à Hell in a Cell, elles perdent face aux Kabuki Warriors, ne conservant pas leurs titres et mettant fin à un règne de 62 jours. Le 16 octobre, elles sont annoncées être officiellement transférées à SmackDown. Le 24 novembre aux Survivor Series, l'équipe SmackDown (Sasha Banks, Lacey Evans, Carmella, Dana Brooke et elle) perd face à celle de NXT (Rhea Ripley, Candice LeRae, Io Shirai, Bianca Belair et Toni Storm) dans un 5-on-5 Traditional Survivor Series Woman's Elimination Triple Threat Tag Team match, qui inclut également l'équipe de Raw (Charlotte Flair, Natalya, Sarah Logan, Asuka et Kairi Sane).
Le 4 avril 2020 à WrestleMania 36, Alexa Bliss et elle redeviennent championnes par équipe de la WWE en prenant leur revanche sur les Kabuki Warriors, remportant les titres pour la seconde fois. Le 5 juin à SmackDown, elles perdent face à la Boss'n'Hug Connection, ne conservant pas leurs titres et mettant fin à un règne de 62 jours. Le 14 juin à Backlash, elles ne remportent pas les titres féminins par équipe de la WWE, battues par leurs mêmes adversaires dans un Triple Threat Tag Team match, qui inclut également les IIconics.
Le 19 juillet à Extreme Rules, elle ne remporte pas le titre féminin de SmackDown, battue par Bayley. Le 27 septembre, elle est absente pour Clash of Champions, pour une raison inconnue.

#### Draft àRaw, Miss Money in the Bank, championne deRaw, triple championne par équipe de la WWE avec Rhea Ripley, alliance avec Doudrop et triple championne 24/7 de la WWE (2020-2022)
Le 12 octobre à Raw, lors du Draft, elle est annoncée être officiellement transférée au show rouge par Stephanie McMahon. Plus tard dans la soirée, elle ne devient pas aspirante no 1 au titre féminin de Raw, battue par Lana dans une Battle Royal.
Le 31 janvier 2021 au Royal Rumble, elle entre dans le Royal Rumble féminin en 20e position, mais se fait éliminer par Carmella.
Le 21 juin à Raw, elle change le gimmick de son personnage et devient Nikki A.S.H, une presque super-héroïne. Alexa Bliss et elle battent ensuite Nia Jax et Shayna Baszler, se qualifiant toutes deux pour le Woman's Money in the Bank Ladder match à Money in the Bank. Le 18 juillet à Money in the Bank, elle remporte la mallette, battant ainsi Alexa Bliss, Asuka, Liv Morgan, Naomi, Natalya, Tamina et Zelina Vega. Le lendemain à Raw, après l'attaque de Rhea Ripley sur Charlotte Flair, à la suite de sa victoire par disqualification, elle utilise sa mallette sur la seconde et devient la nouvelle championne de Raw en la battant, remportant le titre pour la première fois de sa carrière, et son premier titre personnel dans le roster principal. Le 21 août à SummerSlam, elle perd face à Charlotte Flair dans un Triple Threat match, qui inclut également Rhea Ripley, ne conservant pas son titre et mettant fin à un règne de 43 jours. Le 23 août à Raw, elle s'allie officiellement avec l'Australienne, et ensemble, les deux femmes battent Nia Jax et Shayna Baszler.
Le 20 septembre à Raw, elles deviennent les nouvelles championnes par équipe de la WWE en battant Natalya et Tamina. Elle remporte les titres pour la troisième fois, tandis que sa partenaire les remporte pour la première fois de sa carrière. Le 22 novembre à Raw, elles perdent face à Carmella et Queen Zelina, ne conservant pas leurs titres et mettant fin à un règne de 63 jours.
Le 10 janvier 2022 à Raw, elle effectue un Heel Turn en attaquant Rhea Ripley, après que cette dernière ait mis fin à leur alliance.
Le 29 janvier au Royal Rumble, elle entre dans le Royal Rumble féminin en 22e position, élimine Mighty Molly, avant d'être elle-même éliminée par la future gagnante, Ronda Rousey, de retour après 2 ans et 9 mois d'absence. Le 19 février à Elimination Chamber, elle ne devient pas aspirante no 1 au titre féminin de Raw à WrestleMania 38, battue par Bianca Belair dans un Elimination Chamber match, qui inclut également Alexa Bliss, Doudrop, Liv Morgan et Rhea Ripley.
Le 2 mai à Raw, elle devient la nouvelle championne 24/7 de la WWE en effectuant le tombé sur Dana Brooke, mais perd le titre dans un combat contre cette dernière. Quelques minutes plus tard, elle forme officiellement une alliance avec Doudrop.
Le 20 juin à Main Event, elle redevient championne 24/7 de la WWE en faisant le tombé sur R-Truth, remportant le titre pour la seconde fois, mais le perd sur un tombé de Dana Brooke. Le 18 juillet à Raw, elle redevient championne 24/7 de la WWE en faisant le tombé sur Akira Tozawa, remportant le titre pour la troisième fois, mais le perd sur un tombé d'Alexa Bliss.
Le 4 septembre à Worlds Collide, Doudrop et elle ne remportent pas les titres féminins par équipe de la NXT, battue par Katana Chance et Kayden Carter.

#### Retour de Nikki Cross, alliance avec Damage CTRL et dernière championne 24/7 (2022-2023)
Le 24 octobre à Raw, elle récupère son ancien gimmick et effectue un Tweener Turn en attaquant Bianca Belair pendant son match contre Bayley, puis en attaquant la seconde après sa victoire. La semaine suivante à Raw, elle devient la nouvelle et dernière championne 24/7 de la WWE en battant Dana Brooke. Plus tard dans les coulisses, elle se débarrasse du titre en le jetant dans une poubelle, ce qui met fin à l'existence de la ceinture. Cinq soirs plus tard à Crown Jewel, elle effectue définitivement un Heel Turn en aidant Dakota Kai et IYO SKY à redevenir championnes par équipe de la WWE contre Alexa Bliss et Asuka. Le 26 novembre aux Survivor Series WarGames, Damage CTRL (Bayley, Dakota Kai, IYO SKY), Rhea Ripley et elle perdent face à Alexa Bliss, Asuka, Mia Yim, Becky Lynch et Bianca Belair dans un Women's WarGames match.
Le 28 janvier 2023 au Royal Rumble, elle entre dans le Royal Rumble match féminin en en avant-dernière position, élimine Nia Jax (avec l'aide de 9 autres Superstars féminines) avant d'être elle-même éliminée par Liv Morgan. Le 18 février à Elimination Chamber, elle ne devient pas aspirante n°1 au titre féminin de Raw à WrestleMania 39, battue par Asuka dans un Elimination Chamber match, qui inclut également Carmella, Raquel Rodriguez,  Natalya et Liv Morgan.

#### Retour avec Wyatt Sicks (2024-...)
Le 17 juin 2024 à Raw, elle fait son retour en tant que Tweener, sous le nom d'Abby the Witch, aux côtés de Uncle Howdy, Mercy The Buzzard, Ramblin Rabbit et Huskus The Pig Boy.

## Palmarès
- Pro-Wrestling: EVE
  - 3 fois Pro-Wrestling: EVE Champion (détentrice du règne le plus long de l'histoire de la compagnie)

- World Wide Wrestling League
  - 1 fois W3L Women's Champion
- World Wrestling Entertainment (WWE)
  - 1 fois Championne de Raw de la WWE
  - 9 fois Championne 24/7 de la WWE (dernière)
  - 3 fois Championne par équipe de la WWE - avec Alexa Bliss (2) et  Rhea Ripley (1)
  - Miss Money in the Bank (2021)

## Récompenses des magazines
Pro Wrestling Illustrated
| Année | 2014 | 2015 | 2016        | 2017 | 2018 | 2019 | 2020 | 2021 | 2022 | 2023 |
| ----- | ---- | ---- | ----------- | ---- | ---- | ---- | ---- | ---- | ---- | ---- |
| Rang  | 32   | 39   | Non classée | 40   | 24   | 18   | 20   | 38   | 109  | 175  |

## Vie privée
Cross est marié à l'ancienne superstar de NXT, Killian Dain.